# Alfred Krämer
Hermann Alfred Krämer (* 29. März 1880 in Gera; † 2. April 1954 in Stuttgart) war ein deutscher Politiker (FVp, DVP, FDP).

## Leben
Krämer war der Sohn des Polizeioberwachtmeisters Carl Hermann Krämer in Gera und dessen Ehefrau Johanne Dorothea geborene Vollmer. Er war evangelisch-lutherischer Konfession und heiratete am 29. April 1905 in Gera die Verkäuferin Emma Bertha Hedwig Luboch (* 4. November 1882 in Züllichau), die Tochter des Gastwirts Gotthilf Luboch in Züllichau.
Krämer war 1908 bis zum 17. März 1920 Bürgermeister von Hirschberg (Saale). Am 17. März 1920 wurde er durch die Landesregierung des Volksstaates Reuß wegen „hoch- und landesverräterischer Umtriebe“ im Zusammenhang mit dem Kapp-Putsch des Amtes enthoben. 1922 zog er nach Stuttgart und leitete dort ein Steuerberatungsbüro.

## Politik
Im Kaiserreich war er Mitglied der Freisinnigen Volkspartei und dort regionaler Parteiführer. Ab dem 29. Januar 1911 war er Mitglied im Landtag Reuß jüngerer Linie. 1919 schloss er sich der DVP an. Nach der Novemberrevolution wurde er zum 17. Februar 1919 für die DVP erneut in den Landtag Reuß jüngerer Linie gewählt. Als Abgeordneter wurde er Mitglied des vereinigten Landtages des Volksstaates Reuß. Am 1. Mai 1920 schlossen sich der Volksstaat Reuß und sechs weitere thüringische Kleinstaaten zum Land Thüringen zusammen. Damit wandelte sich der Reußer Landtag in eine Gebietsvertretung. Auch dieser gehörte er an. Im Landtag war er vom 28. Januar 1914 bis zum 12. Februar 1919 und erneut vom 17. Februar 1919 bis zu seinem Ausscheiden Landtagsvizepräsident. Er legte das Mandat am 8. Oktober 1920 wegen seines Umzugs nieder. Vom 16. Dezember 1919 bis zum 20. Juli 1920 war er Mitglied im Volksrat von Thüringen. Im Mai 1921 wurde in der Freimaurerloge Zu den 3 Cedern in Stuttgart zum Freimaurer aufgenommen.
Nach dem Zweiten Weltkrieg wurde er Mitglied der FDP und war für diese von 1947 bis 1949 Mitglied im Wirtschaftsrat des Vereinigten Wirtschaftsgebietes.